# 強烈熱帶風暴蓮花 (2003年)
強烈熱帶風暴蓮花（英語：Severe Tropical Storm Linfa），在菲律賓被稱為熱帶風暴切登，在2003年5月和6月給菲律宾和日本部份地區帶來死傷慘重的水災。當年第四場獲得命名的西北太平洋風暴，蓮花在5月25日於呂宋西岸附近發展成熱帶低氣壓。擾動在形成後僅數小時便迅速增強，並達到熱帶風暴標準。然而，隨著蓮花在5月27日順時針旋轉一小圈並登陸呂宋，強度趨於平穩。由於與陸地相互作用，風暴在菲律宾海重整前稍為減弱且結構轉差。之後蓮花開始重新增強並在5月29日達到最大持续风速每小時100公里、最低气压980毫巴（百帕；28.94英寸汞柱）的最高強度。在達到最高強度後，熱帶風暴開始減弱，並在5月30日轉變成溫帶氣旋。這些溫帶殘留繼續向北橫越日本，然後在6月4日於鄂霍次克海消散。
蓮花在菲律賓以西的飄忽不定且緩慢移動是導致極端降雨和水災的催化劑，在該島國造成41人死亡。達古潘附近的最大降水達到723毫米。不斷上漲的洪水引發大量泥石流，逼使政府辦公室暫時關閉。此外，強風導致大範圍停電。蓮花在菲律造成的整體損失達1.923億披索（365萬美元）。水災還使包括1,686個家庭在內的8,367人流離失所，並摧毀178所房屋。蓮花及其溫帶殘留後來為日本，特別是西南部地區帶來暴雨和大範圍的水災。當地的最高降雨量達到727毫米。高知县和德岛县的水災損失最為嚴重，當地的幾座建築物被洪水摧毀。日本的其餘地方經歷相當大的農業破壞以及多宗山泥傾瀉。整體而言，蓮花造成大約2820萬美元的損失，其中大部分發生在日本，然而全部與氣旋有關的死亡均發生在菲律賓。

## 氣象歷史
5月下旬，在菲律宾馬尼拉以西約650公里的南海開始出現一不穩定天氣區域。5月23日晚上，聯合颱風警報中心（JTWC）開始監測該發展區是否存在熱帶氣旋發展的潛在可能性。在接下來的幾天裏，擾動開始向一個共同的低壓中心鞏固，導致對流活動爆發。在5月25日凌晨0時，聯合颱風警報中心將位於呂宋以西、由此產生的系統歸類為熱帶低氣壓。六小時後，日本氣象廳（JMA）和菲律賓大氣地球物理和天文服務管理局（PAGASA）開始監測新形成熱帶氣旋，然而後者將其歸類為热带风暴。在發展的最初階段，該熱帶氣旋在一整天中緩慢地以順時針方向打圈並逐漸增強。在晚上6時，聯合颱風警報中心將低氣壓升級至熱帶風暴標準，而日本氣象廳亦在六小時後跟隨，因此將氣旋命名為蓮花。
風暴南面的一道高壓脊有所增強，蓮花開始向東移動。儘管它靠近陸地，但熱帶風暴的緩慢移動能使其進一步增強，據日本氣象廳表示，蓮花在5月27日凌晨0時達到首波最高強度，最大持续风速為每小時90公里，剛好達到強烈熱帶風暴的標準。同時氣旋在呂宋的達古潘附近登陸。登陸後，蓮花在橫越呂宋時開始減弱，然後在當天晚上以熱帶風暴的最低標準進入太平洋。然而，由於與陸地相互作用，蓮花最初的地表環流中心大幅減弱，並在5月28日被新形成的低層環流中心取代，導致風暴的位置向東北方大幅移動。這是聯合颱風警報中心在5月28日早上將蓮花降級為熱帶低氣壓的主要依據，然而日本氣象廳繼續將該系統分析為弱熱帶風暴。之後，隨著氣旋開始向東北方移動，新的環流中心變得更有組織，導致聯合颱風警報中心在翌日上午6時將蓮花重新歸類為熱帶風暴。隨後風暴逐漸增強，當日晚上6時，蓮花在沖繩縣以南達到風力時速100公里、最低气压980毫巴（百帕；28.94英寸汞柱）的最高強度。隨後，該系統開始向北移動並進行溫帶氣旋轉化過程，在5月30日中午12時完成。儘管此時大多數熱帶氣旋監測機構都停止針對這些溫帶殘留進行監測，但日本氣象廳仍然繼續追蹤，而它們在晚上9時半於爱媛县宇和島市附近登陸。蓮花的殘留隨後與日本西岸平行移動，然後在6月4日於鄂霍次克海消散。

## 影響及善後工作

### 菲律賓

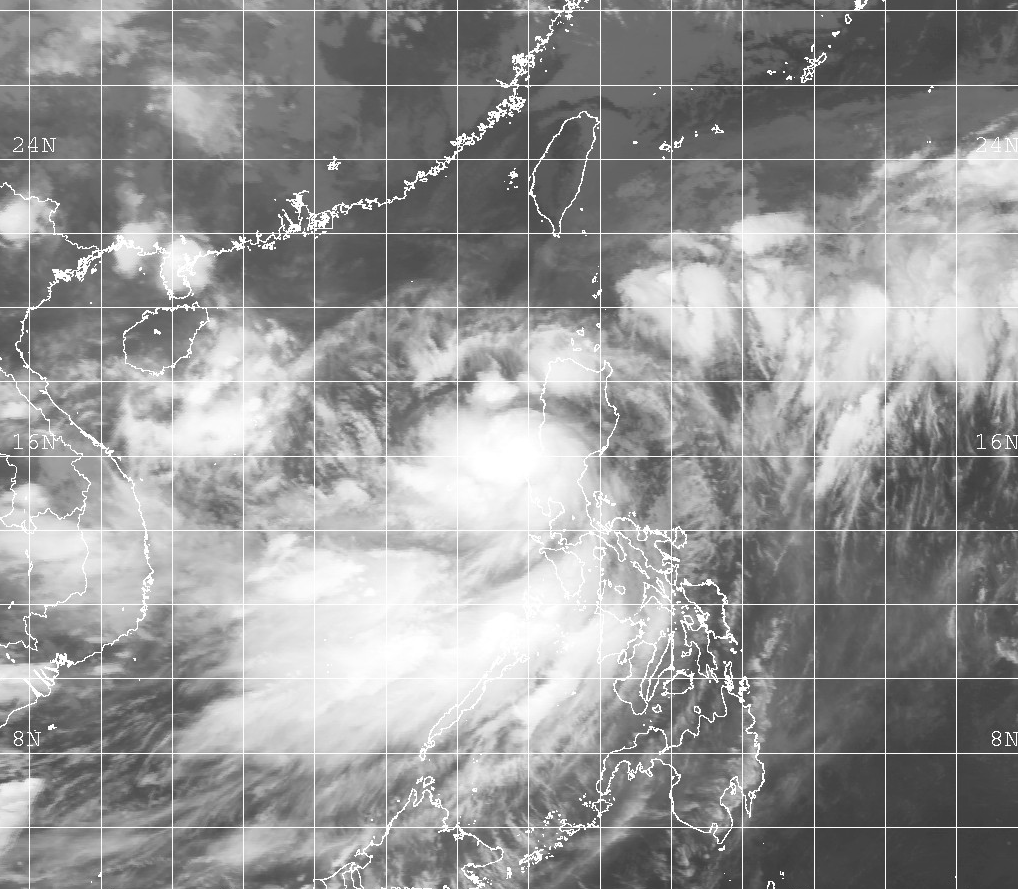
熱帶風暴蓮花在5月27日登陸呂宋的伊羅戈區。

蓮花在呂宋西岸緩慢移動，隨後在當地登陸，導致菲律賓部份地區出現大量降雨，引發大範圍水災。在5月25日，和兩艘船相撞後，蓮花在近海產生的湧浪阻礙搜索与救援行動。在陸地上，位於熱帶風暴登陸點附近的達古潘錄得獲官方確認的最大降水量。當地觀測到的降雨量為723毫米，其中12小時降雨量為629毫米。世界气象组织營運的一個位於碧瑶市的氣象站觀測到第二高的總降水量，錄得364毫米的降雨。同時，西南季风為當地帶來更多的總降雨量。由此產生的水災迫使時任菲律宾总统格洛丽亚·马卡帕加尔-阿罗约下令暫時關閉政府辦公室，並動員城市官員協助清理受水災威脅的人群。此外，通勤巴士的營運被迫停止。
在5月27日於黎剎省泰泰錄得與風暴有關的首宗死亡個案。大雨引發一場泥石流，造成一名嬰兒死亡以及另外三人受傷。當天，大雨導致马尼拉嚴重交通堵塞。首都的強風也吹倒廣告牌和電線桿。在馬尼拉西北部的郊區巴倫蘇埃拉，水災迫使600多個家庭撤離。同樣的強風亦導致邦阿西楠省大部分地區大範圍停電。該省的中部地區遭遇至少60年來最嚴重的水災情況。兩艘渡輪在南甘馬粦省米納拉巴克近海翻側，造成六人死亡。在事發後的搜救行動中，另有67人獲救。整體而言，蓮花在菲律賓引發的水災造成41人死亡。與熱帶風暴有關的損失包括：農業和畜牧業損失6600萬披索（125萬美元）、漁業損失8340萬披索（158萬美元）以及基建設施損失4290萬披索（80萬美元），總計在菲律賓造成1.923億披索（365萬美元）的損失。在全國，大約1,686個家庭在內的8,367人在風暴最嚴重時疏散到44個避難中心。水災摧毀178座房屋，並損壞另外2,040座。
在風暴及與其相關的水災過後，農業部立即準備向受災地區分發300萬條虱目魚苗、25萬條罗非鱼苗以及315袋水稻種子。此外，國家食品局還向邦阿西楠省分配200袋大米。國家減災和管理委員會通過撥款1000萬披索（20萬美元）和800袋大米來協助救援行動。此外，菲律賓八個地區的衛生辦公室之一向邦阿西楠省的達古潘和烏達內塔分發價值約60萬披索（1萬美元）的各種藥品。據國家災害協調委員會表示，已分配價值1570萬披索（30萬美元）作救災行動。

### 日本

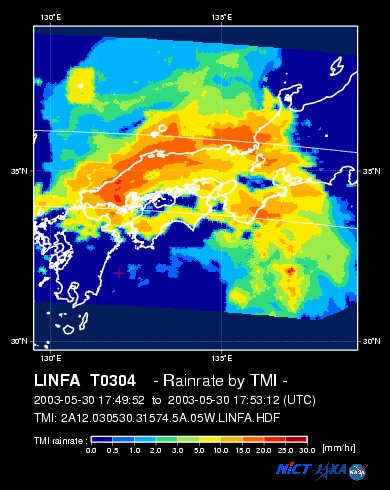
熱帶降雨測量任務記錄蓮花在5月30日估計的降雨量。

在向東移並橫越菲律賓後，蓮花重新組織並轉向東北移向日本。日本氣象廳預計該島國西南部地區將出現強降水和強風。該機構還警告低窪地區的居民可能發生水災。日本氣象廳表示，由於該區最近發生地震，东北地方發生山泥傾瀉的可能性正在增加。由於風暴的預測路徑及其潛在的影響，日本在一天內取消多達102班國內航班，特是與日本西南部有關的航班。此外，五班渡輪服務被取消。登陸四國後，蓮花成為自1965年以來首個在5月吹襲日本的熱帶氣旋，也是自1951年標準化記錄開始以來第三最早登陸日本四個主要島嶼的熱帶氣旋。
在蓮花橫越日本的過程中，風暴在該國大片地區帶來強降雨，造成大範圍和具破壞性的水災。破壞主要集中在九州。宮崎縣中小屋氣象站的最大降水量達到727毫米。然而，三重县尾鷲市的一個觀測站在24小時內觀測到497毫米的降雨量，比該時間段內的任何其他觀測站還要多。儘管風暴在愛媛县登陸，但相對於其他都道府縣，尤其是與愛媛縣接壤的都道府縣，蓮花並沒有造成太大的破壞。蓮花造成最嚴重的影響發生在高知县，當地的嚴重水災淹沒幾座建築物並引發多宗山泥傾瀉，損失總計達12.8億日圓（1070萬美元）。除了從受災地區大範圍疏散外，德岛县也發生類似的影響。蓮花在德島縣造成的損失達到12.2億日圓（1030萬美元）。據報導，位於近岸的和歌山县受蓮花產生的湧浪影響，導致海上活動和運輸服務被取消。然而，和歌山縣大部分的損失是由暴雨所造成的，七個地點的道路被破壞，損失總額達1.9745億日圓（165萬美元）。三重縣的嚴重水災是由長時間的強降雨造成的。在全縣，尾鷲市的降雨量達到497毫米。三重縣的降水導致大範圍停電。多達65座建築物被淹浸，約87公顷的耕地被雨水淹沒。除了地表水災外，降雨還造成20宗山泥傾瀉，阻塞道路交通，部分鐵路營運暫停。兵庫縣亦廣泛停電，包括神戶市北區在內有900戶家庭局部停電；大阪府也發生類似的影響。神奈川縣不斷上漲的洪水淹沒幾座辦公樓和住宅的一樓，大雨還淹沒橫濱市、藤澤市、茅崎市及小田原市的道路。
在本州岛根县的西之島，降水導致地表沉積物惡化，導致山泥傾瀉並損壞幾座建築物。農業損失總計66萬日圓（5,500美元），三班在隱岐機場的航班被取消。宮城縣發生多宗山泥傾瀉。在氣仙沼市，降雨引發落石，逼使人們疏散並毀壞房屋。6月2日發生第二宗落石事件並摧毀幾座建築物。由於受更多的落石和山泥傾瀉的威脅，雄勝町和石卷市的居民被下令撤離。在鳥取縣日野市和倉吉市，大雨造成道路損壞和農田受侵蝕。降水還導致一條河流泛濫，淹沒附近的土地。鳥取縣的損失達890萬日圓（7.5萬美元）。大分县出現明顯破壞，暴雨導致山泥傾瀉和鐵路營運暫停。大分縣的大部分損失是由於農作物，特別是蔬菜造成的，總計2737萬日圓（23萬美元）。僅鹿儿岛县番薯和煙草作物的損失就達到2100萬日圓（18萬美元），而農業基礎設施的損失總計200萬圓元（1.68萬美元）。宮崎縣煙草作物的損失估計更高，達5057萬日圓（42萬美元）。在长崎县，降雨還破壞森林，損失估計為2300萬日圓（19萬美元）；其他農業損失估計為6000萬日圓（50萬美元）。由於受建築物倒塌的威脅，在長崎縣福江市居民自願進行疏散。
儘管在橫越日本期間轉變成溫帶氣旋，但蓮花仍然帶來強風，對易受影響的建築物造成嚴重破壞。在高知县室戶岬，錄得與蓮花相關的最高風速為每小時119公里。在宮城縣，受蓮花帶來的強風影響，東北本線的營運被迫延遲。岐阜县中津川市高達時速55公里的陣風導致至少五座建築物完全被摧毀，其餘幾座建築物受損，造成76萬日圓（6,400美元）的損失。滋贺县的損失更為嚴重，強風對溫室和附近的農作物造成破壞，造成3675萬日圓（30.87萬美元）的損失。此外，強風將一段膠合板吹進他們所乘坐的汽車後，造成兩人受傷。
| 排名 | 熱帶氣旋 | 名稱（英文） | 登陸時間（UTC+8）      | 登陸地點           |
| ---- | -------- | ------------ | ---------------------- | ------------------ |
| 1    | 黛瑪     | Thelma       | 1956年4月25日 6時30分  | 鹿兒島縣大隅半島   |
| 2    | 艾米     | Amy          | 1965年5月27日 11時     | 千葉縣房總半島     |
| 3    | 蓮花     | Linfa        | 2003年5月31日 5時30分  | 愛媛縣宇和島市附近 |
| 4    | 朱迪     | Judy         | 1953年6月7日 8時       | 熊本縣八代市附近   |
| 5    | 康森     | Conson       | 2004年6月11日15時      | 高知縣室戶市附近   |
| 6    | 羅斯     | Rose         | 1963年6月13日 21時     | 高知縣宿毛市附近   |
| 7    | 古超     | Guchol       | 2012年6月19日 16時     | 和歌山縣南部       |
| 8    | 奧蓓     | Opal         | 1997年6月20日 10時30分 | 愛知縣豐橋市附近   |
| 9    | 寶麗     | Polly        | 1978年6月20日 17時     | 長崎縣西彼杵半島   |
| 10   | 電母     | Dianmu       | 2004年6月21日 8時30分  | 高知縣室戶市附近   |

## 外部連結
- 日本氣象廳有關強烈熱帶風暴蓮花（0304）的一般資訊 （页面存档备份，存于），取自數位颱風網 （英語）
- 日本氣象廳有關強烈熱帶風暴蓮花（0304）的最佳路徑資料 （页面存档备份，存于） （日語）
- 日本氣象廳有關強烈熱帶風暴蓮花（0304）的最佳路徑資料（圖像） （页面存档备份，存于） （英語）
- 日本氣象廳最佳路徑資料（文字） （页面存档备份，存于） （英語）
- 聯合颱風警報中心有關第五號熱帶風暴（蓮花）的最佳路徑資料 （页面存档备份，存于） （英語）
- 來自美國海軍研究實驗室的05W.蓮花 Archive.today的存檔，存档日期2014-08-13 （英語）